# Amphiachyris
Amphiachyris là một chi thực vật có hoa trong họ Cúc (Asteraceae).

## Loài
Chi Amphiachyris gồm các loài: